# Kenneth J. Zucker
Kenneth J. Zucker (* 1950) ist ein US-amerikanischer Psychologe und Sexologe. Zucker ist Professor für Psychiatrie und Psychologie an der Universität von Toronto. 2001 wurde er zum Chefredakteur des Archivs of Sexual Behaviour ernannt. Bis Dezember 2015 war er Chefpsychologe am Toronto Centre for Addiction and Mental Health und Leiter des Gender Identity Service. 
Zucker arbeitete mit Susan Bradley zusammen, sammelte über einen Zeitraum von 20 Jahren klinische Daten und wurde zu einer internationalen Autorität für geschlechtsspezifische Identitätsstörung bei Kindern (GIDC) und Jugendlichen.
| Personendaten    | Personendaten                             |
| ---------------- | ----------------------------------------- |
| NAME             | Zucker, Kenneth J.                        |
| KURZBESCHREIBUNG | US-amerikanischer Psychologe und Sexologe |
| GEBURTSDATUM     | 1950                                      |